# سيرجيو لوبيز (لاعب كرة يد أنغولي)
سيرجيو لوبيز (2 يونيو 1983 - ) هو لاعب كرة يد أنغولا.